# Allsvenskan i handboll för damer 1975/1976
Allsvenskan i handboll för damer 1975/1976 vanns av Borlänge HK, som vann grundserien. En slutspelsserie följde sedan, som vanns av Stockholmspolisens IF som bland annat besegrade Borlänge HK med 15-10 i finalserien.

## Sluttabell

### Grundserien
| Nr | Lag                    | Matcher | Vinst | Oavgjort | Förlust | Målskillnad         | Poäng |
| -- | ---------------------- | ------- | ----- | -------- | ------- | ------------------- | ----- |
| 1  | Borlänge HK            | 16      | 16    | 0        | 0       | 304-172             | 32    |
| 2  | Stockholmspolisens IF  | 16      | 12    | 0        | 4       | 309-214 (310-215? ) | 24    |
| 3  | Kvinnliga IK Sport     | 16      | 11    | 0        | 5       | 282-221             | 22    |
| 4  | Mölndals HF            | 16      | 9     | 2        | 5       | 201-188             | 20    |
| 5  | IK Bolton              | 16      | 6     | 2        | 8       | 195-250             | 14    |
| 6  | Irsta HF               | 16      | 6     | 1        | 9       | 235-238 (234-249? ) | 15    |
| 7  | Göteborgs Kvinnliga IK | 16      | 5     | 1        | 10      | 227-268 (229-263?   | 11    |
| 8  | HK Linne               | 16      | 3     | 2        | 11      | 214-190             | 8     |
| 9  | Skånela IF             | 16      | 0     | 0        | 16      | 171-297             | 10    |

### Slutspelsserien
| Nr | Lag                   | Matcher | Vinst | Oavgjort | Förlust | Målskillnad | Poäng |
| -- | --------------------- | ------- | ----- | -------- | ------- | ----------- | ----- |
| 1  | Stockholmspolisens IF | 3       | 3     | 0        | 0       | 49-36       | 6     |
| 2  | Borlänge HK           | 3       | 2     | 0        | 1       | 39-35       | 4     |
| 3  | Mölndals HF           | 3       | 1     | 0        | 2       | 34-41       | 2     |
| 4  | Kvinnliga IK Sport    | 3       | 0     | 0        | 3       | 31-41       | 0     |

Stockholmspolisens IF svenska mästarinnor.

### Fotnoter
1. 1 2 3  Horisont 1976
2. 1 2 3  Bollsportens först och störst